# Citronella suaveolens
Citronella suaveolens là một loài thực vật có hoa trong họ Cardiopteridaceae. Loài này được (Blume) R.A.Howard mô tả khoa học đầu tiên năm 1940.